# به خانه خوش آمدی روسکو جنکینز
به خانه خوش آمدی روسکو جنکینز (به انگلیسی: Welcome Home Roscoe Jenkins) یک فیلم کمدی آمریکایی به کارگردانی و نویسندگی مالکوم دی. لی با بازی مارتین لارنس، مارگارت آوری، جوی برایانت، لوئی سی.کی.، نیکول آری پارکر، مایکل کلارک دانکن و جیمز ارل جونز است.
این فیلم در ۱۷ ژوئن ۲۰۰۸ در ایالات متحده و در ۳۰ می ۲۰۰۸ در بریتانیا به صورت DVD منتشر شد. فیلم نقدهای منفی از منتقدان دریافت کرد. در وب‌سایت جمع‌آوری نقد و بررسی راتن تومیتوز بر اساس ۸۳ بررسی، با میانگین امتیاز ۴٫۵ از ۱۰، ۲۳٪ امتیاز تأیید را به فیلم داده‌است. در متاکریتیک این فیلم بر اساس رای ۲۳ منتقد، امتیاز ۴۶ از ۱۰۰ را کسب کرده‌است که نشان‌دهنده «بررسی‌های مختلط یا متوسط» است.

## داستان
دکتر آر. جی. «راسکو» استیونز (نام واقعی‌اش راسکو جنکینز) مجری موفق یک برنامه گفت‌وگو‌محور تلویزیونی است که میلیون‌ها طرفدار دارد و گذشتهٔ خود را در نواحی جنوبی آمریکا پشت سر گذاشته است. او اکنون نامزد بیانکا کیتلز، برندهٔ برنامهٔ «بازمانده»، است.
راسکو همراه با بیانکا و پسر ۱۰ ساله‌اش، جماال، برای شرکت در جشن پنجاه‌سالگی ازدواج والدینش به زادگاه کوچک و جنوبی‌اش بازمی‌گردد؛ شهری که با اکراه تصمیم به بازگشت به آن گرفته است. در جورجیا، پسرخالهٔ جیب‌برش، رجی، به همراه دوست‌دخترش ایمی به استقبال او می‌آید و سپس وارد خانهٔ خانوادگی می‌شود، جایی که والدینش، راسکو پدر و مادر جنکینز، برادرش اوتیس (کلانتر شهر)، همسر او روثی و فرزندانشان جونیور و کَلی، خواهر پرسر و صدایش بتی، و پسرخاله‌اش کلاید (رقیب قدیمی‌اش) در آنجا حضور دارند. کلاید با لوسیندا، عشق سابق راسکو، وارد می‌شود. راسکو پس از حدود ۹ سال دوری، می‌کوشد با نمایش موفقیت‌ها و ثروتش دیگران را تحت تأثیر قرار دهد، اما موفق نمی‌شود.
در طول اقامتش، راسکو چندین بار دچار خفت و تحقیر می‌شود: به‌اشتباه با توپ سافت‌بال به سر مادرش می‌زند، پس از اهانت به اوتیس و بتی از آنان کتک می‌خورد، از سوی رجی دائماً تهدید به افشای راز می‌شود، طی دعوا با کلاید مهمانی ماهی‌پزی خانوادگی را به‌هم می‌ریزد، و شبانه در اثر حملهٔ یک راسو بدبو می‌شود. مشخص می‌شود که هنوز از پدرش به‌دلیل ترجیح دادن کلاید در دوران کودکی دلخور است، و پدرش نیز از این‌که راسکو نام خانوادگی‌اش را تغییر داده و از خانواده فاصله گرفته، دل‌چرکین است. بیانکا با خانوادهٔ جنکینز رابطهٔ خوبی برقرار نمی‌کند، و راسکو و لوسیندا دوباره با هم گرم می‌گیرند.
در روز سالگرد، خانواده برای رقابت در مسیر مانع سنتی‌شان گرد هم می‌آیند. راسکو و کلاید با خشونت از موانع عبور می‌کنند و به دیگران آسیب می‌زنند. وقتی راسکو شروع می‌کند به کمک به پسرش برای عبور از مانعی، بیانکا فریاد می‌زند که جماال را رها کند تا بتواند کلاید را شکست دهد، و راسکو نیز چنین می‌کند، که باعث شگفتی والدینش می‌شود. در پایان، راسکو خط پایان را می‌برد (همان‌گونه که بیست سال پیش نیز برده بود). هنگام تشویق بیانکا، راسکو با لحنی متکبرانه به خانواده‌اش توهین می‌کند و می‌گوید همه‌چیز دربارهٔ «تیم من» است.
اعضای خانواده از رفتار مغرورانهٔ راسکو عصبانی می‌شوند، جماال از پدرش دوری می‌کند، و راسکو پدر او را بابت این رفتار سرزنش می‌کند. راسکو خشمش را بروز می‌دهد و به پدرش می‌گوید که هرچند پدر کلاید مرده بود، خودش نیز پدرش را به‌سبب تبعیض همواره از دست داده می‌دانست، چون همیشه موفقیت‌های کلاید را به رسمیت می‌شناخت اما هیچ‌گاه دستاوردهای راسکو را تحسین نمی‌کرد. راسکو پدر، غافلگیر و شرمنده، دور می‌شود و درمی‌یابد که او خود باعث فاصله گرفتن پسرش شده است. کلاید نیز اذعان می‌کند که هرگز قصد نداشته جای راسکو را بگیرد و رقابت‌هایش تنها برای جلب محبت خانواده بوده، و راسکو را برادر خود می‌داند. او می‌کوشد با راسکو دست بدهد، اما بیانکا او را پس می‌زند. راسکو، شرمنده، به‌همراه بیانکا و جماال خانه را ترک می‌کند، اما مادرش به او یادآوری می‌کند که خانواده‌اش همچنان دوستش دارند.
در راه فرودگاه، بیانکا پیشنهاد می‌دهد که خانواده را به مراسم عروسی دعوت نکنند. راسکو ظاهراً موافقت می‌کند، اما این موضوع جماال را ناراحت می‌کند، زیرا با افتخار خود را عضوی از خانوادهٔ جنکینز می‌داند. بیانکا به تحقیر خانوادهٔ جنکینز ادامه می‌دهد، اما وقتی به فرودگاه می‌رسند، راسکو او و چمدان‌هایش را رها می‌کند و می‌رود، چراکه چهرهٔ واقعی او را شناخته است. راسکو و جماال همراه با فیفی، سگ پامرانین بیانکا، به خانهٔ خانواده بازمی‌گردند، سگی که به باکی، سگ لابرادور پیر جنکینز، علاقه‌مند شده بود.
در میانهٔ جشن سالگرد، کلاید در سخنرانی‌اش برای مادر و پدر جنکینز اشک می‌ریزد و از محبت خانواده پس از مرگ والدینش قدردانی می‌کند. راسکو نیز وارد می‌شود، از خانواده‌اش بابت درک دوبارهٔ عشق به آن‌ها تشکر می‌کند و سالگرد ازدواج والدینش را تبریک می‌گوید. پدرش بابت سال‌ها رفتار ناعادلانه‌اش عذرخواهی می‌کند و آن دو آشتی می‌کنند. سپس راسکو از لوسیندا دعوت به رقص می‌کند. پس از جشن، خانواده به تماشای فیلم جشن روی تلویزیون بزرگ می‌نشینند، و راسکو و لوسیندا به اتاق می‌روند تا رابطه‌شان را پیش ببرند؛ اما درمی‌یابند که سگ‌ها، باکی و فیفی نیز پیش از آن با یکدیگر جفت‌گیری کرده‌اند، و آن‌ها را از اتاق بیرون می‌کنند. در تیتراژ پایانی، راسکو در برنامهٔ جدیدش با عنوان «نمایش راسکو جنکینز»، اعضای خانواده‌اش را مصاحبه می‌کند.

## گیشه
این فیلم در هفته اول اکران خود در باکس آفیس آمریکای شمالی ۱۶٫۲ میلیون دلار فروخت و در رتبه دوم پس از پیریت (فیلم ۲۰۰۸) قرار گرفت.
کارگردان، عملکرد باکس آفیس را به دلیل «اسم وحشتناک» مقصر دانست و گفت: "من از عنوان متنفر بودم (من ناراحتی جنوبی را می‌خواستم). اما بازاریابی فکر می‌کرد که کارساز خواهد بود. فیلم هنوز برای من لذت بخش است و من عاشق بازیگرانم بودم!»